# Karauli (distrikt)
Karauli är ett distrikt i den indiska delstaten Rajasthan. Den administrativa huvudorten är staden Karauli. Distriktets befolkningen uppgick till 1 209 665 invånare vid folkräkningen 2001, på en yta av 5 524 km². Karauli var en vasallstat i Rajputana.

## Administrativ indelning
Distriktet är indelat i sex tehsil, en kommunliknande administrativ enhet:
- Hindaun
- Karauli
- Mandrail
- Nadoti
- Sapotra
- Todabhim

## Urbanisering
Distriktets urbaniseringsgrad uppgick till 14,21 % vid folkräkningen 2001. Distriktet har tre städer, nämligen huvudorten Karauli, Hindaun (distriktets största stad) samt Todabhim.